# Grethe Ilsøe
Grethe Ilsøe (21. maj 1933 i Lellinge - 4. juli 2015 på Frederiksberg) var en dansk historiker og arkivar.
Hun blev nysproglig student fra Haslev Gymnasium 1951, fik sølvmedalje for besvarelse af Københavns Universitets prisopgave i historie, 1956 og blev mag. art i historie, 1959. Grethe Ilsøe havde særlig interesse for forvaltnings-, lokal- og kvindehistorie samt arkivforhold.
Grethe Ilsøe blev ansat som arkivar i Rigsarkivet i 1959,
i øvrigt som den første, gifte kvinde. I 1965 kom hun til Landsarkivet for Sjælland, Lolland-Falster og Bornholm, hvor hun var landsarkivar fra 1985 og frem til sin pensionering i 1998. I forlængelse af sine faglige aktiviteter havde Grethe Ilsøe en række tillidshverv og bestyrelsesposter. Hun var eksempelvis formand i Arkivforeningen 1967-1970 og Dansk Historisk Fællesråd 1990-1996.
Efter pensioneringen helligede Grethe Ilsøe sig interessen for kvindehistorie, idet hun var medlem af komiteen til udgivelse af Dansk Kvindebiografisk Leksikon.

## Ekstern henvisning
- Biografi på Store Danske
- Omtale på Kvinfo
- Grethe Ilsøe på gravsted.dk